# Claire Denis
Claire Denis (Parijs, 21 april 1946) is een Franse cineaste. In de loop van haar carrière ontving ze prijzen op gerenommeerde festivals zoals de Berlinale, Locarno en Cannes en werd ze drie keer genomineerd voor een Gouden Leeuw op het filmfestival van Venetië.

## Biografie

### Jeugd
Claire Denis werd geboren op 21 april 1946 in Parijs, maar verhuist ongeveer twee maanden later met haar gezin naar Kameroen, omwille van haar vaders functie als koloniaal ambtenaar. Hierdoor groeide ze op in verschillende landen in West-Afrika en keerde ze ook regelmatig terug naar Frankrijk.

### Carrière
Hoewel ze aanvankelijk economie studeerde, kreeg Denis al snel interesse in film door een stage bij Télé Niger. Ze werd toegelaten op de Parijse filmschool La femis en studeerde af in 1971. Ze werkte als assistente voor onder anderen Wim Wenders, Jim Jarmusch, Costa-Gavras, voor ze in 1988 haar eerste eigen film draaide.

## Filmstijl
Denis’ jarenlange samenwerking met cinematograaf Agnès Godard vertaalt zich o.a. in de expressieve manier waarop de tactiliteit en de textuur van het menselijk lichaam worden uitgedrukt.

## Filmografie
- 1988 - Chocolat
- 1990 - S'en fout la mort
- 1994 - J'ai pas sommeil
- 1996 - Nénette et Boni
- 1999 - Beau Travail
- 2001 - Trouble Every Day
- 2002 - Vendredi soir
- 2004 - L'Intrus
- 2009 - 35 Rhums
- 2010 - White Material
- 2013 - Les Salauds
- 2017 - Un beau soleil intérieur
- 2018 - High Life
- 2022 - Avec amour et acharnement
- 2022 - Stars at Noon